# Ephydrella aquaria
Ephydrella aquaria är en tvåvingeart som först beskrevs av Frederick Wollaston Hutton 1901.  Ephydrella aquaria ingår i släktet Ephydrella och familjen vattenflugor. Inga underarter finns listade i Catalogue of Life.